# Shanghai Liancheng Zuqiu Julebu
Lo Shanghai Liancheng Zuqiu Julebu (上海联城足球俱乐部S, Shànghǎi Liánchéng Zúqiú JùlèbùP), a volte tradotto come Shanghai United Football Club, è stata una squadra di calcio cinese con sede a Shanghai. La squadra giocava le sue partite allo Yuanshen Sports Centre Stadium ed ha militato nella Chinese Super League. La società è stata fondata il 1º febbraio 2000 col nome di Dalian Sidelong e il club è stato inizialmente utilizzato come squadra giovanile a cui non è stato permesso di competere nella piramide della lega di calcio cinese fino a quando il club non è stato venduto all'uomo d'affari Zhu Jun, il proprietario della seconda società cinese più grande nel campo dei videogiochi online, The9, nel 2005. In seguito a ciò, la sede del club è stata spostata a Shanghai fino al 2007, quando Zhu Jun ha acquistato una quota di maggioranza dei rivali del centro città dello Shanghai Shenhua, iniziando così a fondere i due club. Lo Shanghai United non esiste più di nome ed è sostituito dallo Shanghai Shenhua.

## Denominazione
- Nel 2000: Dalian Zuqiu Tequ Julebu (大连足球特区俱乐部S; Dalian Football Special Zone Club)
- Dal 2001 al 2002: Dalian Saidelong Zuqiu Julebu (大连赛德隆足球俱乐部S: Dalian Sidelong Football Club)
- Dal 2002 al 2003: Zhuhai Anping Zuqiu Julebu (珠海安平足球俱乐部S; Zhuhai Anping Football Club)
- Nel 2004: Zhuhai Zhongbang Zuqiu Julebu (珠海中邦足球俱乐部S; Zhuhai Zhongbang Football Club)
- Nel 2005: Shanghai Zhongbang Zuqiu Julebu (上海中邦足球俱乐部S; Shanghai Zobon Football Club)
- Dal 2006 al 2007: Shanghai Liancheng Zuqiu Julebu (上海联城足球俱乐部S; Shanghai United Football Club)

## Palmarès

### Competizioni nazionali
- China League Two: 1

2001

### Altri piazzamenti
- China League One:

Secondo posto: 2002, 2004